# ATP Bordeaux 1989
L'ATP Bordeaux 1989 è stato un torneo di tennis giocato sulla terra rossa. È stata l'11ª edizione dell'ATP Bordeaux, che fa parte del Nabisco Grand Prix 1989. Il torneo si è giocato a Bordeaux in Francia, dal 25 settembre al 1º ottobre 1989.

## Campioni

### Singolare maschile
Ivan Lendl ha battuto in finale  Emilio Sánchez con il punteggio di 6–2, 6–2

### Doppio maschile
Tomás Carbonell /  Carlos Di Laura hanno battuto in finale  Agustín Moreno /  Jaime Yzaga con il punteggio di 6–4, 6–3.